# Tefnut
Tefnut, diosa que encarnaran la humedad, representa al rocío que vivifica y a los procesos corporales que producen humedad. Asociada a las divinidades guerreras, al ojo solar, de Ra, y al uraeus, en la mitología egipcia. 
- Nombre egipcio: Tefnut (Tef: húmedo y Nut: Cielo). Nombre griego: Tfenis.

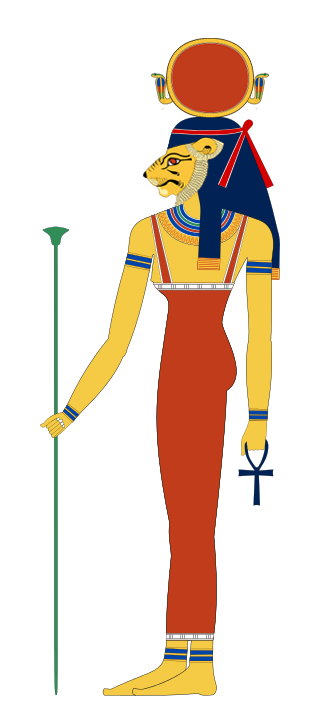
Tefnut

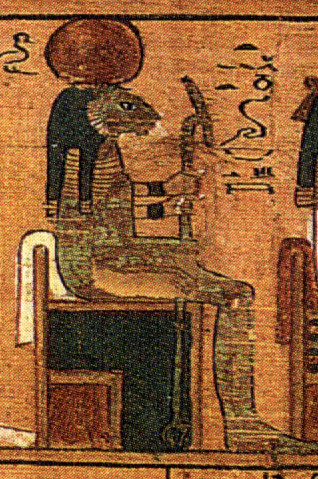
Tefnut representada en el Libro de los Muertos de Ani.

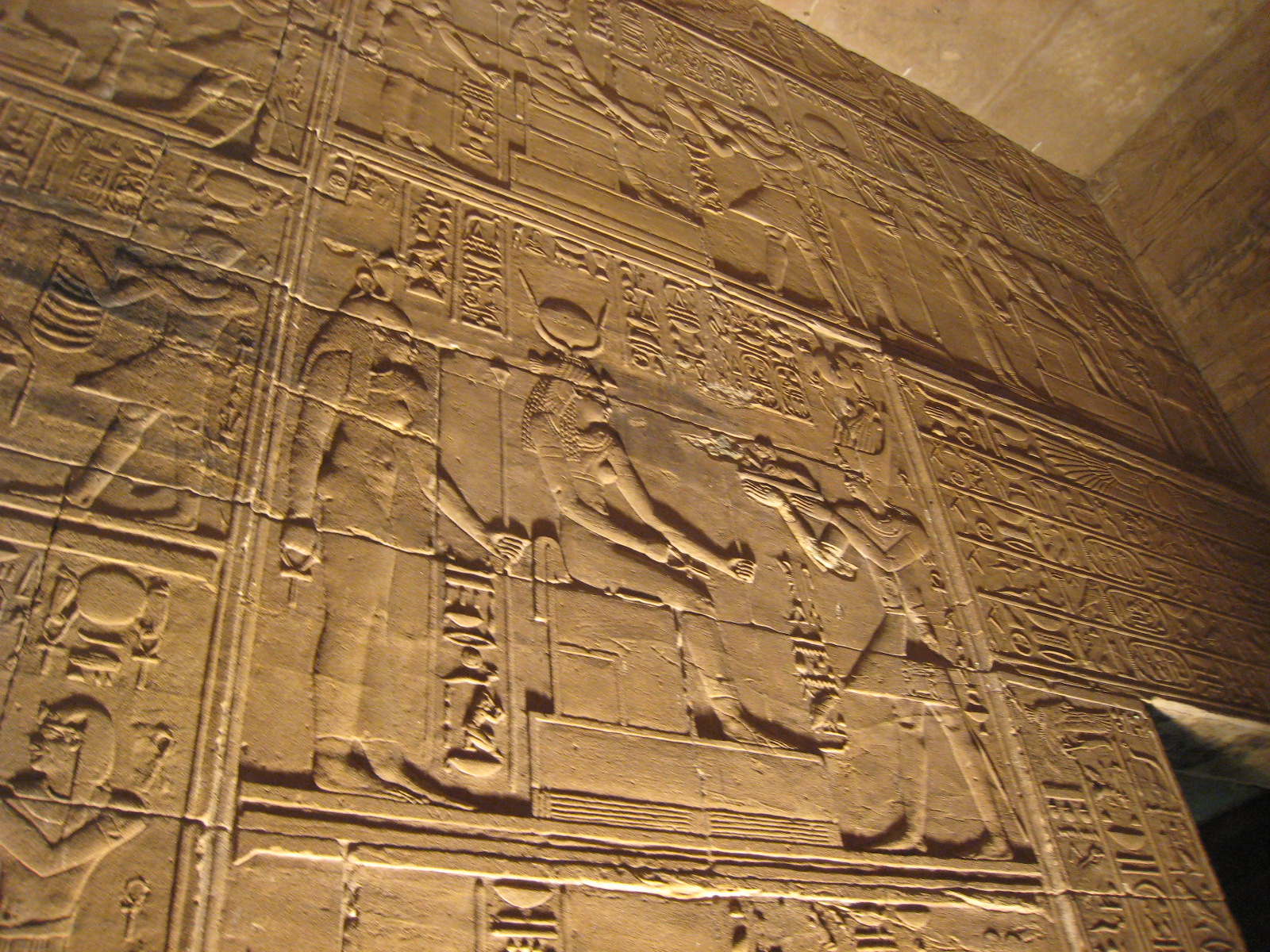
Tefnut e Isis ante el faraón Ptolomeo II. Relieve del templo de Isis, en File (Egipto).

## Iconografía
Mujer con cabeza de leona, con el disco solar y dos uraeus, el cetro y el anj. En compañía de Shu, como dos leones; y con forma de flamenco, en Buto.

## Mitología
Es la hija de  Ra y madre de Geb y Nut. Fue la hermana y mujer de Shu (que representaba el aire seco), siendo la primera pareja de la Enéada heliopolitana.
Enfadada con Ra marchó a Nubia; Shu y Thot fueron a buscarla, y consiguieron que volviera a Egipto, propiciando la llegada de la inundación. Proporcionaba el aliento a los difuntos.

## Sincretismo
En el Imperio Medio la identificaron con Maat. En el periodo Tardío fue identificada con Sejmet, Bastet, Nehemetauey de Hermópolis, Menhit de Latópolis y Apset de Nubia.

## Culto
Fue venerada en Oxirrinco y Leontópolis. Una parte de Dendera se denominó la Casa de Tefnut. En Buto, junto con Shu, fue adorada en forma de flamenco. 
| t · f | n · t | I13 | \| \| | t · f | nw · t | B1 |
|       |       |     |       |       |        |    |

|  |

| t · f | n · t | I13 | \| \| | t · f | nw · t | B1 |
|       |       |     |       |       |        |    |

|  |